# Dawn Donuts
A Dawn Donuts é uma cadeia de donuts fundada em Jackson, Michigan. Apesar de a maior parte da cadeia ter sido vendida à Dunkin' Donuts em 1991, a padaria onde se fabricam os donuts da empresa continuaram funcionando, assim como dois locais em Flint.

## História
A Dawn Donuts foi fundada em Flint pelo proprietário de uma franquia, Arthur Hurand, em 1958, com uma loja na Detroit Street, em Flint, Michigan.
Em 1985, a cadeia revelou um novo protótipo de loja para ser utilizado em locais dentro de lojas de conveniência, principalmente estações de serviço Amoco. Nesta altura, a cadeia contava com mais de 60 lojas e era propriedade do filho de Arthur, Gary.
A Dunkin' Donuts anunciou planos para comprar a cadeia em 1991. A maior parte das lojas foram convertidas para Dunkin' Donuts, mas esta cadeia também vendeu o direito ao nome Dawn Donuts à Dawn Food Products, uma padaria de Jackson. Também permitiram que os franchisados individuais mantivessem o nome Dawn Donuts. Na altura da aquisição, a Dawn Donuts tinha 59 lojas no estado, e todas, exceto oito, estavam programadas para serem convertidas em Dunkin' Donuts. Na altura, 23 das lojas eram propriedade da família Hurand. A conversão duplicou a presença da Dunkin' Donuts no Michigan. Arthur Hurand morreu em 2012, aos 95 anos.
Um dos dois locais restantes, na Clio Road em Flint, foi reconstruído em 2013 como uma nova loja combinada com um Subway.